# جائزة كيو للعلوم الطبية

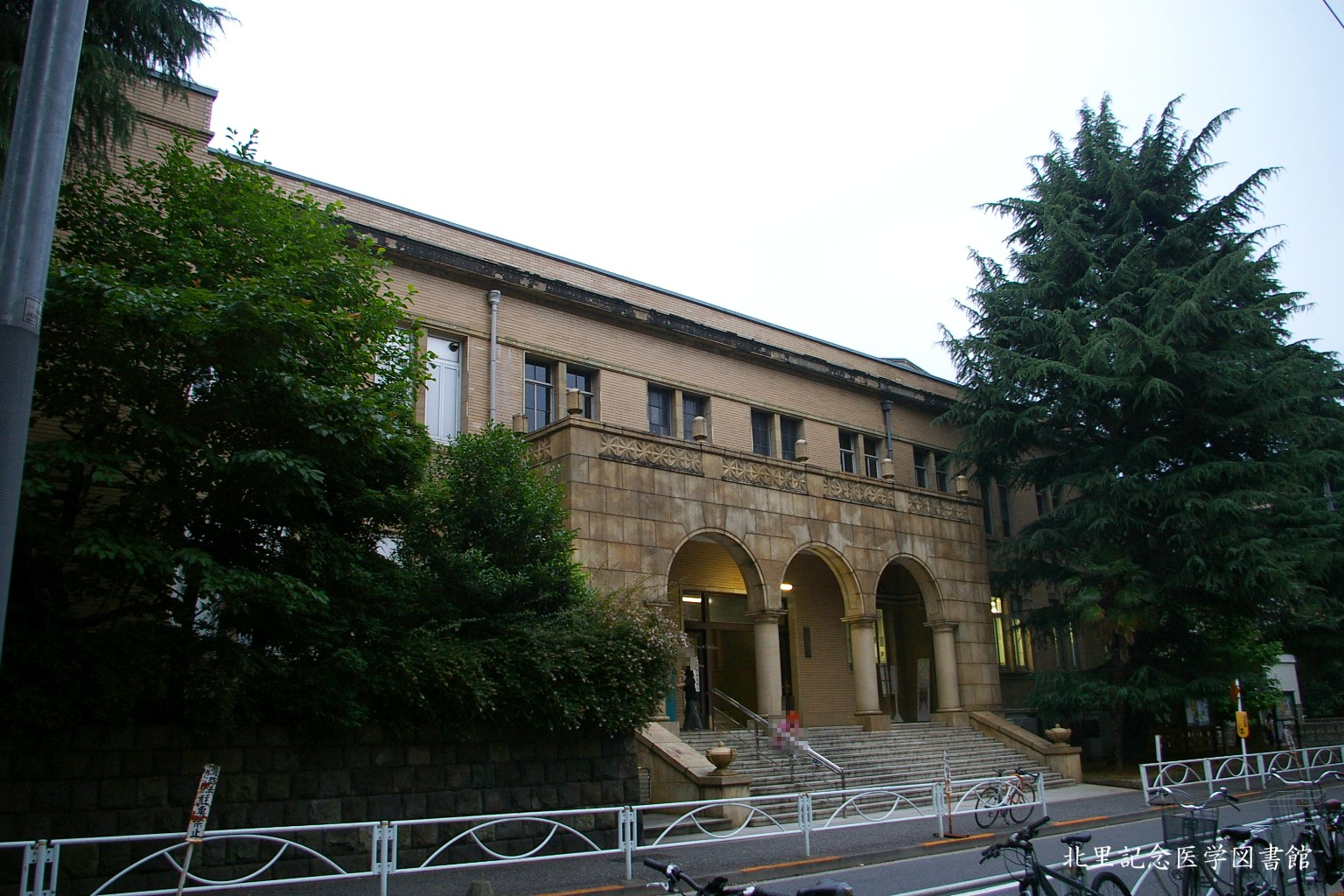
مكتبة كيتاساتو الطبية التذكارية بجامعة كيو، حيث يُعقد حفل تسليم جائزة كيو للعلوم الطبية

جائزة كيو للعلوم الطبية (باليابانية: 慶應医学賞، وبالإنجليزية: Keio Medical Science Prize) هي جائزة يابانية تُمنح للعلماء الذين قدموا إسهامات بارزة في مجال العلوم الطبية وعلوم الحياة، على أن تساهم هذه الإسهامات في تعزيز سلام البشرية والمجتمع الإنساني ورخاءهما.
تُمنح الجائزة سنويًا لما لا يزيد عن فائزين اثنين، وتبلغ قيمة الحائزة 120 ين ياباني (ما يعادل 190 ألف دولار أمريكي)، بالإضافة إلى قلادة. وتُعقد مراسم تسليم الجائزة عادةً في جامعة كيو بالعاصمة اليابانية طوكيو.

## الفائزون بالجائزة
المصدر: موقع جامعة كيو نسخة محفوظة 18 ديسمبر 2011 على موقع واي باك مشين.
- 1996: ستانلي بروسينر وشيغيتادا ناكانيشي
- 1997: روبرت واينبرغ وتاداتسوغو تانيغوتشي
- 1998: جودا فوكمن وكاتسوهيكو ميكوشيبا
- 1999: إليزابيث هيلين بلاكبيرن وشينيا يوشيكاوا
- 2000: أرنولد ليفين ويوسوكي ناكامورا
- 2001: توني هنتر وماساتوشي تاكيتشي
- 2002: باري مارشال وكويتشي تاناكا
- 2003: رونالد إيفانز وياسوشي مياشيتا
- 2004: روجر تسيان
- 2005: يوشينوري فوجييوشي
- 2006: توماس ستايتز
- 2007: بريان دراكر وهيروأكي ميتسويا
- 2008: فرد كيج وشيمون ساكاغوتشي
- 2009: جيفري فريدمان وكينجي كانغاوا
- 2010: جول هوفمان وشيزو أكيرا
- 2011: فيليب بيتشي وكيجي تاناكا
- 2012: ستيفن روزنبرغ وهيرويوكي مانو
- 2013: فيكتور أمبروز وشيغيكازو ناغاتا
- 2014: كارل دايسروث وهيروشي هامادا
- 2015: جيفري غوردون ويوشينوري أوسومي
- 2016: سفانتي بيبو وتاسوكو هونجو

## وصلات خارجية
- الموقع الرسمي لجائزة كيو للعلوم الطبية